# GeoJSON
O GeoJSON é um formato padrão aberto projetado para representar recursos geográficos simples, juntamente com seus atributos não espaciais. É baseado na JSON (JavaScript Object Notation). Os recursos incluem pontos (portanto endereços e locais), sequências de linhas (portanto ruas, rodovias e limites), polígonos (países, províncias, terrenos) e coleções com várias partes desses tipos. Os recursos do GeoJSON não precisam representar apenas entidades do mundo físico; aplicativos de roteamento e navegação móveis, por exemplo, podem descrever sua cobertura de serviço usando o GeoJSON. Ele é ainda padronizado pela [RFC 7946].